# Bona, Motala kommun

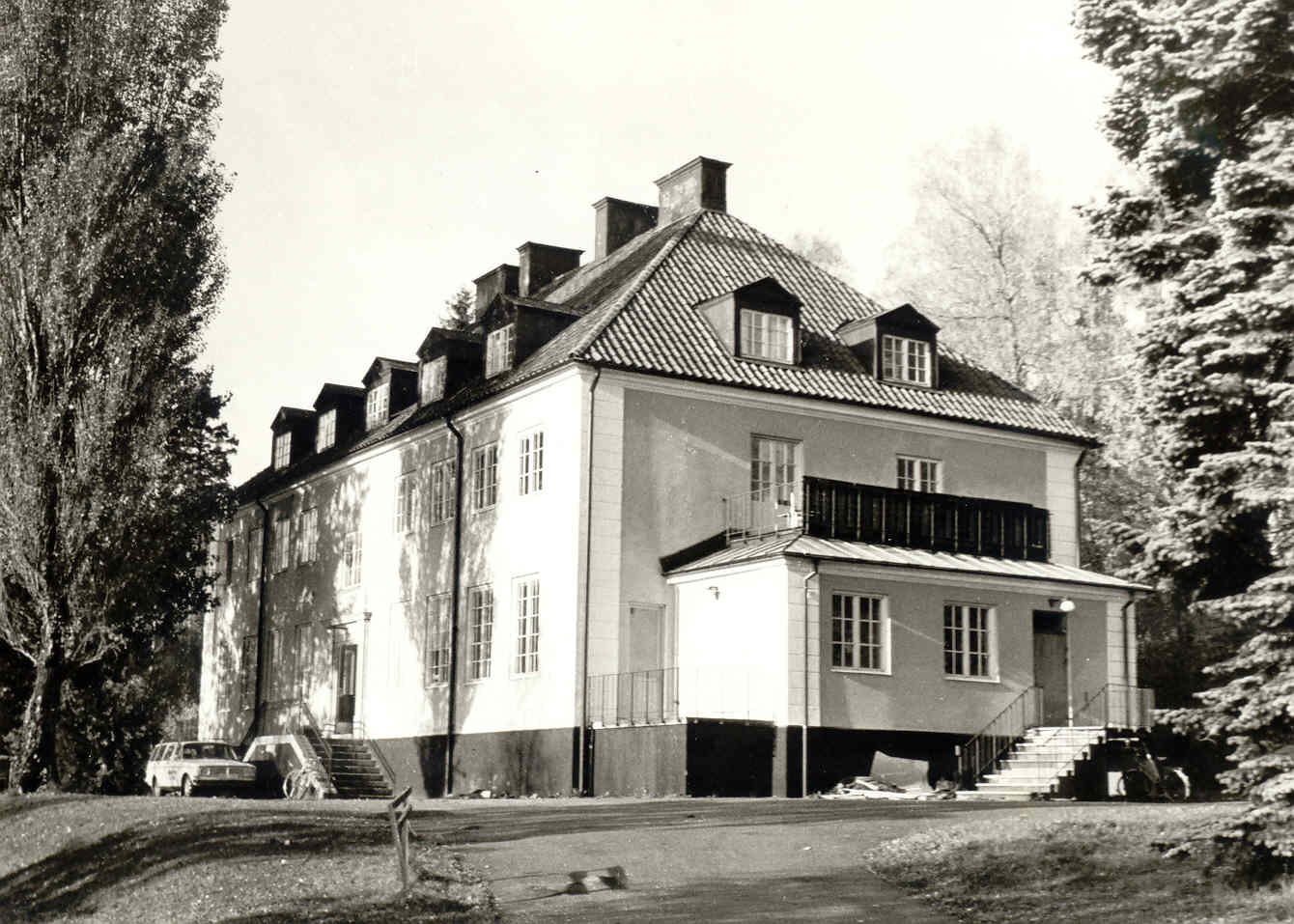
Bona folkhögskola, omkring 1990.

Bona (uttalas Båna) är en småort och en egendom i Västra Ny socken i Motala kommun, Östergötland.

## Historia
Bona var ursprungligen ett frälsehemman, som år 1775 köptes av Godegårds bruks ägare Jean Abraham Grill som där anlade ett stångjärnbruk med en ämnesstångjärnshammare och ett par härdar. Bona bruk drevs av medlemmar av släkten Grill till år 1886. I huvudsak tillverkade man stångjärn, halvfabrikat och verktyg. Gustaf Grill, agronom och zoologiskt intresserad, flyttade sin djurpark från gården Ruda i Brunneby till Bona gård, och höll där 140 svenska däggdjur och fåglar, fördelade på 49 arter.
Efter den Grillska eran ägdes egendomen av patron Oskar Lundqvist och S V Lundborg. Lundqvist satsade på jord- och skogsbruk och förvärvade bland annat Stora Ängesby och Lindenäs i dåvarande Motala socken. Hans son var författaren, jägmästaren och professorn Eric Lundqvist (1902–1978), som under många år arbetade med skogsbruk i Indonesien och som skrev ett stort antal böcker med motiv från vistelsen i detta land. Indien skildras i boken Moder India.
Bruket inköptes år 1902 av staten som där från 1905 till 1948 drev Statens uppfostringsanstalt för kriminella ynglingar. Sedan strafformen tvångsuppfostran avskaffats, ombildades Bona till ett mentalsjukhus vid namn Västra Ny sjukhus. Anläggningen ritades av arkitekten David Lundegårdh.
Efter att sjukhuset lades ned i början av 1980-talet (1981) har byggnaderna använts till en flyktingförläggning som nu är nedlagd. Där har även funnits utbildningsverksamhet i form av Bona Folkhögskola (1984–1998), som numera under samma namn är verksam i Motala. 

### Befolkningsutveckling
| Befolkningsutvecklingen i Bona/Västra Ny sjukhus 1960–2015 | Befolkningsutvecklingen i Bona/Västra Ny sjukhus 1960–2015 | Befolkningsutvecklingen i Bona/Västra Ny sjukhus 1960–2015 | Befolkningsutvecklingen i Bona/Västra Ny sjukhus 1960–2015 | Befolkningsutvecklingen i Bona/Västra Ny sjukhus 1960–2015 |
| ---------------------------------------------------------- | ---------------------------------------------------------- | ---------------------------------------------------------- | ---------------------------------------------------------- | ---------------------------------------------------------- |
|                                                            |                                                            |                                                            |                                                            |                                                            |
| År                                                         |                                                            |                                                            | Folkmängd                                                  | Areal (ha)                                                 |
| 1960                                                       | 1960                                                       |                                                            | 201                                                        | 12                                                         |
| 1990                                                       | 1990                                                       |                                                            | 155                                                        | 38#                                                        |
| 1995                                                       | 1995                                                       |                                                            | 108                                                        | 37#                                                        |
| 2000                                                       | 2000                                                       |                                                            | 79                                                         | 36#                                                        |
| 2005                                                       | 2005                                                       |                                                            | 93                                                         | 36#                                                        |
| 2010                                                       | 2010                                                       |                                                            | 92                                                         | 36#                                                        |
| 2015                                                       | 2015                                                       |                                                            | 71                                                         | 39#                                                        |
| Anm.: Upphörde som tätort 1965. # Som småort.              |                                                            |                                                            |                                                            |                                                            |